# Trössing

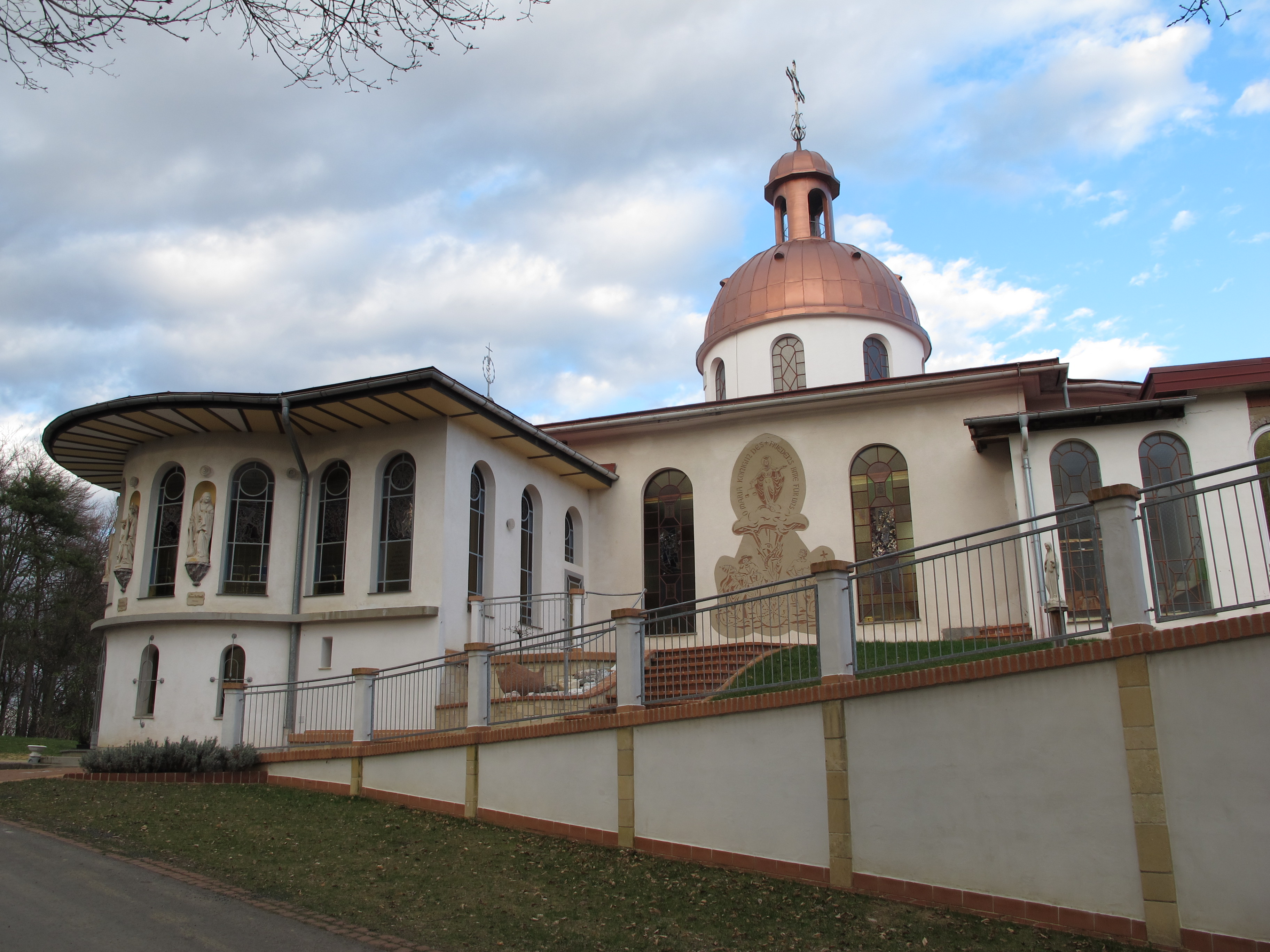
Fatimakapelle Bierbaum-Trössing

Trössing ist eine Ortschaft und ehemals selbständige Gemeinde mit 254 Einwohnern (Stand: 1. Jänner 2024) im Bezirk Südoststeiermark in der Steiermark, Österreich.
Sie gehörte zum Gerichtsbezirk Feldbach. Im Rahmen der Gemeindestrukturreform in der Steiermark ist die Gemeinde ab 1. Jänner 2015 mit den Gemeinden Aug-Radisch, Baumgarten bei Gnas, Grabersdorf, Maierdorf, Poppendorf, Raning und Unterauersbach bei der Gemeinde Gnas eingemeindet. Grundlage dafür war das Steiermärkische Gemeindestrukturreformgesetz – StGsrG.

## Geographie
Trössing liegt etwa 15 Kilometer nordwestlich von Bad Radkersburg und rund 40 Kilometer südöstlich der Landeshauptstadt Graz. Das Gebiet gehört zum oststeirischen Hügelland und wird in Nord-Süd-Richtung vom Gnasbach, einem Nebenfluss der Mur, entwässert. Die Höhenlage erstreckt sich von 260 m ü. A. am Gnasbach bis 330 m ü. A. am westlichen sowie 380 m ü. A. am östlichen Gemeinderand. Das Gemeindegebiet umfasst eine Fläche von 4,18 Quadratkilometer.
Trössing gehört zur Region Steirisches Vulkanland und wird offiziell als „Vulkangemeinde“ ausgewiesen.
Nachbargemeinden bzw. -orte von Trössing sind:
- Grabersdorf im Norden
- Straden im Osten und Südosten
- Dietersdorf am Gnasbach im Süden und Südwesten
- Bierbaum am Auersbach im Westen

## Wappen
Der Gemeinde Trössing wurde am 1. Oktober 1991 das Recht zur Führung eines Gemeindewappens verliehen.
Blasonierung: „Im grünen mit silbernen Buchenblättern bestreuten Schild, silbern ein gekrönter wasserspeiender Schwanenrumpf.“

## Verkehr
Trössing liegt abseits der Hauptverkehrsstraßen. Durch die Gemeinde verlaufen die Gnaser Landesstraße L 211, die die Südsteirische Grenz Straße B 69 mit der Feldbacher Straße B 68 verbindet, und die Trössing Landesstraße L 254, die die Gemeinde mit dem Nachbarort Bierbaum am Auersbach verbindet.